# Mary Robinette Kowal
Mary Robinette Kowal, född som Mary Robinette Harrison den 8 februari 1969 i Raleigh, North Carolina, är en amerikansk författare och dockteaterspelare. 

## Biografi
Mary Robinette Harrison föddes i Raleigh, North Carolina, gick på William G. Enloe High School,   och studerade vid East Carolina University. Hon tog examen i konstpedagogik med teater som biämne och började arbeta som professionell dockspelare 1989.
Hon har uppträtt för Center for Puppetry Arts, Jim Henson Productions, och sitt eget produktionsbolag, Other Hand Productions.  Hon arbetade också två säsonger på Island för barn-tv-programmet LazyTown. 
Kowal fungerade som art director för Shimmer Magazine och utsågs 2010 till art director för Weird Tales.  Hon tjänstgjorde som sekreterare för Science Fiction and Fantasy Writers of America i två år, valdes in som SFWA:s vice ordförande 2010 och valdes till SFWA:s ordförande 2019.  2008 vann hon John W. Campbell-priset för bästa nya författare. 
Kowal har skrivit många noveller. Hennes debutroman Shades of Milk and Honey nominerades till 2010 års Nebulapriset för bästa roman. Två av hennes korta skönlitterära verk har nominerats till Hugopriset för bästa novell: "Evil Robot Monkey" 2009 och "For Want of a Nail", som vann priset 2011. Hennes roman, The Lady Astronaut of Mars, var inte kvalificerad för Hugo Awards 2013 eftersom den bara hade släppts som en del av en ljudbok, men publicerades senare i textformat  och vann Hugo Award 2014 för bästa roman. The Calculating Stars, den första romanen i hennes Lady Astronaut-serie, vann 2019 Hugopriset, 2018 års Nebulapris för bästa roman och 2018 års Sidewise Award for Alternate History.   
Efter att ha medverkat flera gånger som gäst i podcasten Writing Excuses blev hon en fast del i början av deras sjätte säsong 2011. 
Kowal är också röstskådespelare och har spelat in ljudboksversioner av böcker skrivna av författare som John Scalzi, Seanan McGuire, Cory Doctorow och Kage Baker. 
Kowal var ordförande för Science Fiction and Fantasy Writers of America 2019-2021. 
Kowal fungerade som kongresskommittéordförande för DisCon III, Worldcon 2021, efter att de ursprungliga ordförandena avgick. 

### Samlingar
- Scenting the Dark and Other Stories, Subterranean Press, 2009,ISBN 978-1-59606-267-2
- Orddockor, Prime Books, 2015,ISBN 978-1-60701-456-0

### Barnböcker
- Molly på månen, illustrerad av Diana Mayo, Roaring Brook Press, 2022, ISBN 9781250259615 [28]